# Andrej av Gorodets
Andrej Gorodetskij eller Andrej Alexandrovitj, född ca 1255, död 1304, var en rysk furste. Han var genom fadersarv furste av Gorodets (1264-1304), furste av Kostroma (1276-1293, 1296-1304), storfurste av Vladimir-Suzdal (1281-1283, 1293-1304) och furste av Novgorod (1281-1285, 1292-1304).

## Biografi
År 1277 nämns Andrej Gorodetskij första gången som deltagare i Gyllene hordens kampanj mot staden Djadjakov i Nordossetien. Staden intogs följande år och gav ett rikt byte åt erövrarna. Det ryska deltagandet i kampanjen i Nordossetien var av stor betydelse för de mongoliska härskarna.  Andrej inledde 1281 sin kamp om storfurstevärdigheten i Vladimir  och utnyttjade stridigheterna mellan sin äldre broder Dmitrij Alexandrovitj och Novgorod. Andrej vände sig även till khanen i Gyllene horden Mengu-Timur, som mot rikliga gåvor gav honom storfurstevärdigheten och en position i sin armé. Men Dmitrij ville inte ge efter utan reste till den oppositionelle mongoliske generalen  Nogai Khans läger. Efter att ha svurit en trohetsed bekräftade Nogai, som var i strid med Mengu-Timur, Dmitrijs storfurstevärdighet och gav honom starka trupper som stöd. År 1281 plundrade Andrej med hjälp av  Mengu-Timurs arméer Murom, Vladimir, Jurjev-Polskij, Suzdal, Pereslavl-Zalesskij, Rostov Velikij och Tver. Han misslyckades dock med att besegra Dmitrij och accepterade inbjudan att bli furste i Novgorod.
Efter 1283 försonade Andrej sig med sin bror Dmitrij och frånsade sig anspråken på storfurstendömet. Därefter drog de tillsammans mot Novgorod, som 1284 tvingades underkasta sig storfursten i Vladimir. Men redan 1285 företog Andrej ett krigståg med sina tatartrupper till Ryssland. Dmitrij mötte dem och tvingade Andrej att fly till Gyllene horden. År 1293 sände den nya khanen Tokhta sin bror Tudan mot Dmitrij. Vladimir och Moskva med omgivningar härjades och en separat trupp under Tohta-Timur härjade även i Tver. Dmitrij måste fly till Pskov medan Andrej inrättade sig som storfurste i Vladimir.
Andrej tog ett antal byar i volosten Tre från Novgorod och lät sina egna män bära upp skinnskatten där. År 1301 ledde han en förenad armé av novgoroder och karelare under ledning av Vallittu i ett fälttåg mot Neva. De intog den svenska fästningen Landskrona vid Nevas mynning och jämnade den med marken. Samma år deltog han i furstemötet i Dmitrov med furstarna i Tver, Moskva och Pereslavl vars syfte var att få slut på de inbördes striderna i Ryssland.
Andrej Gorodetskij är begraven 1304 i ärkeängeln Mikaels kyrka 
i staden Gorodets.

## Familj
Andrej gifte sig 1294 med Vasilisa, dotter till furst Dmitrij Borisovitj av Rostov. De hade sönerna Boris, furste av Kostroma (död 1303), Michail (död 1311) och Jurij.